# (308242) 2005 GO21
(308242) 2005 GO21 — крупный астероид группы атонов, околоземный объект и потенциально опасный астероид. Обладает хорошо определённой орбитой, дуга наблюдения составляет 7 лет, параметр неопределённости равен 0. Открыт 1 апреля 2005 года в обзоре Сайдинг-Спринг при видимой звёздной величине 18,1 при наблюдениях на 0,5-метровом Уппсальском телескопе.
При абсолютной звёздной величине 16,4 оценка диаметра астероида равна 1,6 км (с точностью до множителя 2). (308242) 2005 GO21 является одним из крупнейших потенциально опасных астероидов, крупнейший среди открытых в 2005 году. 21 июня 2012 года астероид прошёл мимо Земли на расстоянии 0,043963 а.е. В течение сближения астероид исследовался с помощью радаров комплексов Голдстоун и Аресибо.